# Falange oblicua

Principio de acción de la falange oblicua.

La falange oblicua (en griego Λοξή φάλαγγα, loxè fàlanga), llamada también orden oblicuo (o de 'flanco declinado') es una táctica militar inventada por el general tebano Epaminondas. En esta táctica, un ejército atacante concentra sus fuerzas para atacar uno solo de los flancos del enemigo. El comandante de las tropas concentra la mayoría de su fuerza en un flanco y usa el resto para fijar la línea enemiga. Esto le permite a un comandante con fuerzas más débiles o iguales alcanzar una superioridad numérica local. El comandante puede entonces intentar derrotar al enemigo enfocándose en unidades pequeñas. Esta táctica ha sido empleada con éxito por muchos generales. La falange oblicua precisaba de tropas disciplinadas capaces de ejecutar maniobras complejas en circunstancias variadas. 

## Detalle
En el ataque de falange oblicua, el comandante del ejército debilitaba intencionadamente una parte de su línea para concentrar sus tropas en otra parte. Creaba entonces una formación angular u oblicua, declinando el flanco debilitado y atacando el flanco más fuerte del enemigo con una concentración de fuerzas. Una vez asegurado el flanco crítico, el comandante hacía girar a las tropas 90 grados para rodear la línea enemiga, y la formación en ángulo seguía avanzando. Las tropas que no participaban en el asalto cumplían la importante función de mantener a raya al ejército rival permaneciendo a la defensiva y amenazando, ofreciendo de esta forma protección a las tropas atacantes al mantener ocupada a las tropas enemigas. En ocasiones, ambos comandantes intentaban la misma táctica (por ejemplo, los Diádocos intentando replicar las tácticas de Alejandro). La falange oblicua fue una táctica especialmente favorecida por el rey Federico II de Prusia.

### Requisitos y desventajas
Una correcta ejecución de la falange oblicua de Federico implicaba tres requisitos principales. En primer lugar, cada oficial debía saber exactamente cómo formar un batallón de "línea a columna, mantener su lugar en la columna, y luego volver a desplegarse normalmente, o en escalón para el ataque final." Los dos siguientes requisitos eran que los soldados marcharan en formación cerrada y al paso.: 109  La marcha cadenciosa no se utilizaba desde los días del Imperio Romano; sin embargo, la marcha sin cadencia, o "paso de ruta," requería un orden de marcha suelto para asegurar que los soldados no se chocaran entre sí, y la falange oblicua no podría haberse implementado en formaciones tan desestructuradas.: 110  Por último, para que la orden oblicua tuviera éxito, los líderes de las fuerzas contrarias no debían ser conscientes de la táctica de Federico, que podía ser contrarrestada con una respuesta rápida por su parte; el ataque requería un ejército enemigo confuso e incapaz de cambios rápidos en su despliegue.: 109  La falange oblicua de Federico nació del deseo de abrumar un punto débil en la línea enemiga, permitiendo así la superioridad de una fuerza prusiana menor en el campo de batalla.: 310 
Había algunos peligros al intentar una falange oblicua en la batalla, en particular, la posibilidad de abrir una brecha fatal entre las dos alas, o que las dos fuerzas perdieran completamente el contacto.: 108  Más aún, la falange oblicua de Federico requería una larga marcha, bien durante la noche, o en las primeras horas de la mañana del asalto, lo que significaba que las fuerzas prusianas que avanzaban estaban casi siempre fatigadas al momento de enfrentarse a su enemigo.: 312 Otro aspecto arriesgado de la orden oblicua era que requería determinación total, ya que, una vez ejecutada, los escalones de asalto se desplegarían sin posibilidad de recibir una orden de retirada.: 311 

## Historia

### Antigüedad
El primer uso registrado de una táctica similar a la falange oblicua tuvo lugar en el 371 a. C. en la batalla de Leuctra, cuando los tebanos al mando de Epaminondas derrotaron a los espartanos reforzando un flanco hasta cincuenta filas de profundidad, en vez de distribuir sus tropas uniformemente a lo largo del frente. Así como la falange hoplítica se componía tradicionalmente de 8 a 12 filas en profundidad, cifra que variaba en función de las ciudades, en particular en la de los tebanos. Ya en 424 a. C., estos organizaron sus tropas en 25 filas de profundidad cuando en la Batalla de Delio durante la guerra del Peloponeso se enfrentaron a los atenienses y sus aliados. Esta disposición fue llevada al paroxismo en el 371 a. C. cuando se enfrentaron en la batalla de Leuctra a los lacedemonios (espartanos) con 50 filas de profundidad.
Pero el genio táctico de Epaminondas, que mandaba entonces a los tebanos, no se limitó únicamente a esta particular formación, sino también por la innovación de la disposición de las tropas sobre el terreno. Situó su contingente de élite en el ala izquierda, es decir, frente a la élite enemiga. El elemento sorpresa y el efecto psicológico hicieron que los espartanos no resistieran el formidable embate de las 50 filas enemigas. El ala izquierda, al ser desbordada y la derecha agobiada, se desconcertó. Epaminondas utilizó otra vez esta nueva táctica aplicando la falange llamada oblicua en 362 a. C. en la Batalla de Mantinea. 
Filipo de Macedonia aprendió la técnica de Epaminondas mientras estuvo prisionero en Tebas, y sus sucesores, incluyendo a Alejandro Magno, la utilizaron en sus campañas. Asclepiodoto menciona la llamada falange oblicua en su obra Tácticas. Se sabe que Vegecio escribió sobre la táctica que habría de convertirse en el orden de batalla oblicuo.: 107 

### Era Medieval
Jálid ibn al-Walid utilizó una variante de la formación conocida como martillo y yunque con un efecto devastador en la batalla de Yarmuk en el año 636. Jalid reunió a toda su caballería detrás de su flanco derecho y dirigió un asalto combinado de caballería e infantería contra la izquierda bizantina, al tiempo que ordenaba a su centro e izquierda que realizasen pequeños ataques de contención y mantuviesen en su sitio al centro y la derecha del enemigo.  Así, la izquierda bizantina fue completamente destruida y, con la caballería bizantina expulsada del campo de batalla, el centro fue rodeado, lo que condujo a una rotunda victoria árabe.

### Era moderna temprana
Comandantes militares posteriores del mundo moderno temprano volvieron a emplear este tipo de tácticas una vez que redescubrieron los escritos de la antigüedad.: 309  En la batalla de Breitenfeld, el general imperial Johann Tserclaes conde de Tilly realizó un avance oblicuo contra las fuerzas suecas y sajonas de Gustavo Adolfo, ataque que fue rechazado sólo debido a la superioridad de las tácticas de armas combinadas de los suecos. Simon Goodenough describió sobre las maniobras de Tilly: "Fue una maniobra digna de Alejandro Magno y Epaminondas y que sería repetida con sorprendente éxito por Federico el Grande." Otro general imperial, Raimondo Montecuccoli, que afirmaba que las mejores fuerzas debían situarse siempre en los flancos con el ala más poderosa iniciando el ataque, fue el primero de los generales más modernos en emplear tácticas similares al orden de batalla oblicuo, y Federico II de Prusia conocía bien los textos de Montecuccoli.: 107 
La batalla de Rossbach en 1757 muestra el peor y el mejor lado del orden oblicuo. El gran ejército aliado, poco entrenado y muy indisciplinado, intentó un ataque oblicuo mal concebido y mal ejecutado contra la izquierda prusiana. El ejército prusiano, mucho más pequeño pero altamente entrenado y soberbiamente disciplinado, contraatacó a su vez con un ataque oblicuo, bien concebido y perfectamente ejecutado, contra la derecha aliada que avanzaba. La aparente retirada prusiana animó a los aliados a seguir adelante, desorganizando aún más sus densas columnas, ya desorganizadas por la marcha. Utilizando un intenso fuego de mosquetes y cañones desde el frente y una carga de caballería oculta en el flanco y la retaguardia, los prusianos destruyeron rápidamente la derecha aliada y desbarataron su ejército.
Generales prusianos bajo el mando de Federico el Grande utilizaron la táctica a su propia manera. El ejército atacante prusiano enviaba una fuerte fuerza de avance de infantería directamente hacia el enemigo. Las tropas de primera línea ocupaban la atención del enemigo y el resto de las tropas maniobraban detrás. También podían explotar cualquier obstáculo disponible localmente, utilizando el terreno que obstaculizara la vista o el humo del fuego de cañones y mosquetes para enmascarar sus maniobras. La caballería prusiana se situaba para que cubriera el flanco del cuerpo principal. Federico incluso daba instrucciones a sus oficiales superiores de que la inferioridad numérica era de hecho una ventaja a la hora de aplicar "su orden oblicua", ya que podían simplemente debilitar un ala a la vez que reforzaban la otra.: 108 
El cuerpo principal del ejército extendía entonces sus fuerzas hacia un lado y se desplegaba en un escalón (o el "orden oblicuo"), extendiendo su potencia de fuego y atacando el flanco enemigo más fuerte con una presión creciente. La caballería protectora aprovechaba entonces cualquier colapso del enemigo. Federico puso en práctica por primera vez su orden oblicuo en la batalla de Hohenfriedberg, en 1745,: 83  con una subsecuente gran victoria, a pesar de la inferioridad numérica, en la batalla de Leuthen en 1757.: 128  Fue en esta década, entre las Guerras de Silesia y la guerra de los Siete Años, cuando Federico hizo que su ejército perfeccionara todas las maniobras del orden oblicuo de batalla.: 121 
Las semillas teóricas de la orden oblicua de Federico pueden verse en dos de las Instrucciones de Seelowitz ("Instruction für die Cavalleire", 17 de marzo, Oeuvres, XXX, 33; "Disposition für die sämmtlichen Regimenter Infanterie", 25 de marzo Oeuvres, XXX, 75) en marzo de 1742.: 309  Miembros del Estado Mayor alemán afirmaron que Federico sólo se dedicó a la falange oblicua después de la segunda guerra de Silesia, y que la aplicación plena de la táctica ocurrió en la guerra de los Siete Años; sin embargo, Otto Herrman puso en duda las definiciones insustanciales de los historiadores del Estado Mayor sobre la falange oblicua y afirmó que Federico había intentado utilizarla en Mollwitz y Chotusitz. Los argumentos más probables y relevantes sobre el advenimiento de la falange oblicua de Federico provinieron de Rudolf Keibel, quien sostenía que Federico la había estado aplicando efectivamente desde Hohenfriedberg.: 309 
Dado que los austriacos habían recibido valiosas lecciones en las Guerras por Silesia, las tácticas de Federico eran, como lo sabía Federico por sus informantes, un tema de discusión en el gabinete vienés, Francisco I del Sacro Imperio Romano Germánico comentando que el "viejo Fritz (Federico)" prefería un estilo de guerra de una sola ala que agobiaba mucho a sus tropas.: 312  Luego, en 1760, los documentos oficiales obtenidos en la captura del mayor general Gzettritz ofrecieron una perspectiva directa sobre las tácticas oblicuas de Federico, lo que significaba que era posible enfrentarse en adelante a Federico con un ejército bien informado capaz de contrarrestar sus tácticas.: 312  Además, las fuerzas prusianas, al estar muy fatigadas al llegar a su objetivo, carecían de la capacidad de repeler a un enemigo bien situado, como ocurrió en Kunersdorf, o a un enemigo que diera un giro repentino, como en la batalla de Zorndorf o en la batalla de Torgau.: 313 